# Krone-Museum
Das Krone-Museum in Spelle im Landkreis Emsland in Niedersachsen präsentiert Landmaschinen sowie die Unternehmensgeschichte der 1906 gegründeten und heute weltweit agierenden Maschinenfabrik Bernard Krone.

## Beschreibung
Die emsländische Unternehmensgruppe Krone als führender Landmaschinenproduzent und Fahrzeughersteller in Europa eröffnete 2016 zum 110-jährigen Firmenjubiläum am Standort der ersten Produktion in Spelle ein Museum. Neben Eigenprodukten sind auch zahlreiche Exponate anderer führender Landmaschinenhersteller, wie Lanz, ausgestellt. Neben den Werkstatt- und Verkaufshallen bietet das Museum zudem frühere Büroräume sowie einen ehemaligen Eisen- und Haushaltswarenladen, der bis in die 1960er Jahre unterhalten wurde. Ein Museumskino bietet einem Einführungsfilm zur Geschichte und Gegenwart der Firma Krone mit ihren Sparten Landmaschinenbau, Nutzfahrzeugbau und Landmaschinenhandel. Überdies werden hier Filme über Landwirtschaft und Landtechnik sowie über die Firma Krone gezeigt.